# Victor Goldschmidt (chimiste)
Pour les articles homonymes, voir Victor Goldschmidt et Goldschmidt.
Victor Goldschmidt (né le 27 janvier 1888 à Zurich, mort le 20 mars 1947 à Oslo) est un chimiste norvégien né en Suisse, considéré comme le cofondateur avec le russe Vladimir Vernadski et l'américain Frank Wigglesworth Clarke de la géochimie moderne et de la cristallochimie. On lui doit notamment la classification Goldschmidt des éléments.

## Éléments biographiques
Goldschmidt voit le jour à Zurich. Ses parents, Heinrich Jacob Goldschmidt et Amelie Koehne, d'origine autrichienne, le prénomment en hommage à un des collègues de travail de Heinrich, Viktor Meyer. Les deux familles comptent déjà une longue lignée de grands scientifiques et philosophes. La famille Goldschmidt part pour la Norvège en 1901, après que Heinrich Goldschmidt eut accepté la chaire de Professeur de chimie à Kristiania, à Oslo.
La première contribution notable de Victor Goldschmidt s'est faite dans les champs de la géologie et de la minéralogie. Ses deux premiers travaux d'importance constituent une thèse de doctorat, Die Kontaktmetamorphose im Kristianiagebiet et Geologisch-petrographische Studien im Hochgebirge des südlichen Norwegens.
Peu d'universitaires norvégiens ont mené une ascension scientifique aussi rapide que celle de Goldschmidt. Sans passer les examens habituels, il devient chercheur à l'âge de 21 ans, en 1909. Il décrochera son diplôme de doctorat deux ans plus tard, tandis que ses collègues du même niveau étaient déjà, au minimum trentenaires, bien plus souvent âgés de quarante ans ou plus. En 1912, Goldschmidt se voit décerner la plus haute distinction scientifique norvégienne, le prix Fridtjof Nansen, pour son travail Die Kontaktmetamorphose im Kristiania Gebiet. La même année, il devient Docent (professeur associé) de minéralogie et pétrographie à l'université d'Oslo, alors appelée Det Kongelige Frederiks Universitet.
En 1914, il fait une demande de poste à Stockholm. Le jury sélectionne Goldschmidt à l'unanimité. Mais, avant que le Roi de Suède ait eu le temps de donner son approbation finale, l'université de Kristiana était en mesure de lui assurer une telle place en son sein, procédure bien rapide et inhabituelle pour l'intégration d'un nouveau professeur alors que la durée moyenne d'une création de chaire était d'un à deux ans. En 1929, Goldschmidt part à Göttingen pour assurer la chaire de minéralogie, mais il est forcé par les Nazis d’abandonner cette position en 1935 et revient à Oslo.
Lors de la Seconde Guerre mondiale et de l'occupation allemande, Goldschmidt est arrêté en raison de ses origines juives. Il est cependant libéré sur l'initiative de ses collègues et de la résistance norvégienne, peu avant sa déportation prévue par les nazis. Par la suite, Goldschmidt s'enfuit en Suède et rejoint l'Angleterre, où une partie de la famille de sa femme vivait déjà.
Après la guerre, il retourne à Oslo, et y meurt prématurément à l'âge de 59 ans seulement. Un ouvrage posthume est publié en Angleterre en 1954, Geochemistry.

## Apports théoriques
Les premiers pas de la géochimie telle qu'on la connaît sont rattachés à une série de publications de Goldschmidt en 1926, sous le titre Geochemische Verteilungsgesetze der Elemente. La géochimie est alors la science décrivant la distribution des éléments chimiques dans la nature. Cette approche a non seulement profondément dynamisé la minéralogie, mais également l'ensemble de la chimie théorique et de la cristallographie. Les travaux de Goldschmidt sur l'atome et le rayon ionique ont eu un fort impact sur cette dernière discipline ; de là ont émergé les notions de liaison covalente, ionique, et de rayon de van der Waals.
Goldschmidt s'est toujours montré très intéressé par les applications techniques de ses travaux scientifiques. Ainsi lui doit-on l'usage de l'olivine dans l'industrie. Il a dirigé pendant plusieurs années le Statens Råstoffkomité.